# 6er Gascho
6er Gascho ist eine Schweizer Hip-Hop-Gruppe aus Bern. Sie besteht aus den drei Rappern Nestor, Yuri und Tesor, den beiden DJs Bowser und Jones und dem Manager Lorenzo. Sie stehen beim Label Nation Music unter Vertrag.

## Geschichte
Anfang 2000 veröffentlichte die Gruppe nach einer Tour durch die Schweiz ihr erstes Mixtape. Es wurden rund 300 Exemplare in der Region um Bern verkauft. Am 19. September 2005 erschien die EP Schwarz uf Wiss. Am 24. März 2006 wurde das erste Album, Itz oder Nie, veröffentlicht. Die dazugehörende Single I Ha Ke Bock erreichte den zwölften Platz der meistgespielten Clips des Jahres bei VIVA Schweiz. Ihre bisher grössten Auftritte waren beim Gurtenfestival 2007 und beim Openair Frauenfeld 2007. Am 17. August 2007 erschien mit Jugendstil das zweite Album der Gruppe mit Gastbeiträgen von B-Tight und Gimma. Für die gleichnamige Single wurde ein Video gedreht. Am 28. März 2009 erschien das erste Soloalbum von Yuri Summer in Sibirie. Auf der Tour durch die Schweiz begleiteten Yuri seine Kollegen von 6er Gascho.

## Diskografie

### Alben
- 2006: Itz oder nie
- 2007: Jugendstil
- 2009: Summer in Sibirie (Yuri)

### EPs
- 2005: Schwarz uf Wiss

### Singles
- 2006: I Ha Ke Bock
- 2007: Jugendstil